# Proterospastis
Proterospastis is een geslacht van vlinders van de familie echte motten (Tineidae), uit de onderfamilie Tineinae.

## Soorten
- P. abscisa (Gozmány, 1967)
- P. antiphracta (Meyrick, 1909)
- P. autochthones (Walsingham, 1907)
- P. barystacta Meyrick, 1937
- P. brandbergica Gozmány, 2004
- P. craurota (Meyrick, 1920)
- P. ellipticella (Chrétien, 1915)
- P. homestia (Meyrick, 1908)
- P. inquisitrix (Meyrick, 1916)
- P. megaspila (Meyrick, 1913)
- P. merdella (Zeller, 1847)
- P. orientalis (Petersen, 1959)
- P. platyphallos Gozmány, 2004
- P. proletaria (Meyrick, 1921)
- P. quadruplella (Caradja, 1920)
- P. sarobiella (Petersen, 1959)
- P. taeniala (Gozmány, 1968)
- P. trilinguis (Meyrick, 1920)
- P. trimaculata (Petersen, 1973)
- P. tripolitella (Rebel, 1909)
- P. wainimbuka Robinson, 1980
- P. zebra (Walsingham, 1891)